# Sceau du Wyoming
Le grand sceau de l'État du Wyoming a été adopté par la deuxième législature en 1893, révisée par la seizième législature en 1921.
Les deux dates sur le Grand Sceau, 1869 et 1890 commémorent l'organisation du gouvernement Territorial et l'admission du Wyoming dans l'Union. La statue au milieu porte une banderole dans laquelle est inscrit « l'Égalité des droits » et symbolise le statut politique des femmes qui ont toujours joui du droit de vote dans le Wyoming. Les hommes représentent l'agriculture et l'industrie minière de l'État. Le numéro 44 sur l'étoile à cinq branches indique que Wyoming était le 44e état admis dans l'Union. Sur le haut des colonnes on voit des lampes en feu qui représentent la Lumière de la Connaissance. Les rouleaux de papier encerclant les deux colonnes portent les mots Pétrole, Mines, Bétail et Grain, quatre des industries les plus importantes du Wyoming.